# Барнабишвили, Иван Ильич
Иван Ильич Барнабишвили (1909 год, село Матани, Тионетский уезд, Тифлисская губерния, Российская империя — неизвестно, село Орджоникидзе, Лагодехский район, Грузинская ССР) — звеньевой колхоза имени Орджоникидзе Лагодехского района, Грузинская ССР. Герой Социалистического Труда (1948).

## Биография
Родился в 1909 году в крестьянской семье в селе Матани.
С подросткового возраста трудился в личном сельском хозяйстве.
В 1941 году призван в Красную Армию по мобилизации. Участвовал в Великой Отечественной войне. В одном из сражений получил ранение, после излечения комиссован и возвратился на родину. В послевоенные годы возглавлял табаководческое звено в колхозе имени Орджоникидзе Лагодехского района.
В 1947 году звено под его руководством собрало в среднем с каждого гектара по 25 центнера табачного листа на участке площадью 5,66 гектара. Указом Президиума Верховного Совета СССР от 21 февраля 1948 года удостоен звания Героя Социалистического Труда за «получение в 1947 году высокого урожая сортового зелёного чайного листа и табака» с вручением ордена Ленина и золотой медали «Серп и Молот» (№ 823).
Этим же Указом званием Героя Социалистического Труда был награждён труженик колхоза имени Орджоникидзе звеньевой Василий Михайлович Гогашвили.
За выдающиеся трудовые результаты по итогам работы в 1948 году был награждён вторым орденом Ленина.
Проживал в селе Орджоникидзе (сегодня — Гиоргети). С 1970 года — персональный пенсионер союзного значения. Дата его смерти не установлена.
Награды
- Герой Социалистического Труда
- Орден Ленина — дважды (1948; 03.05.1949)
- Орден Отечественной войны 2 степени (16.06.1976)